# Saprosites africanus
Saprosites africanus är en skalbaggsart som beskrevs av S. Endrödi 1967. Saprosites africanus ingår i släktet Saprosites och familjen Aphodiidae. Inga underarter finns listade i Catalogue of Life.